# 劉達 (崇禎進士)
劉達（1607年—1676年），原名可世，號淇瞻，又號未齋，大名府濬縣人，明末官員。崇禎十年進士。

## 生平
崇祯三年（1630年）庚午科順天鄉試第一百三十五名舉人，崇祯十年（1637年）丁丑科會試第二百五名，廷試三甲一百四十九名進士。都察院观政，十一年二月授陜西南郑知县，十二年丁忧，十四年補河津知縣，十五年調临汾。
明亡降順，授两河巡按御史。清军入关，投降多鐸，順治三年（1646年）仍授江西道御史，五年四月巡视河東鹽政。六年十一月巡按宣大，八年三月巡按山西，丁憂歸，服闋，十二年四月補湖广道御史，十月升山东按察使司副使、分巡东昌兵备道，十五年二月升大理寺卿，六月升兵部左侍郎。康熙七年（1668年）告歸鄉里。康熙十五年（1676）卒，祀鄉賢，東昌道還建有「去思碑」。著有《可存錄》、《見山堂詩》。

## 家族
曾祖刘継，寿官、乡饮宾；祖刘守，耆寿；父刘仲才，寿官，乡宾。